# Jan Andersson (född 1939)
Jan Åke Lennart Andersson, född 1939 i Svenljunga, är en svensk militär.
Jan Andersson blev officer 1963, kapten vid Skaraborgs regemente, knöts till Försvarets kommandoexpedition 1974, blev major vid Göta livgarde samma år och förflyttades 1978 till generalstabskåren och försvarsstaben. Han blev 1979 överstelöjtnant vid Skaraborgs regemente, arbetade med plan 80 inom värnpliktsverket och blev 1981 enhetschef inom värnpliktsverket samtidigt som han arbetade inom generalstabskåren. 1982 var Andersson bataljonschef vid Livregementets husarer och försvarsattaché i Helsingfors 1983–1988. 1984 blev han överste vid Skaraborgs regemente och försvarsstaben, ställföreträdande regementschef vid Södermanlands regemente 1989, var ordinarie regementschef där 1991–1993 och blev 1993 överste av första graden vid högkvarteret.